# Giórgos Theodótou
Giórgos Theodótou (en grec moderne : Γιώργος Θεοδότου) est un footballeur international chypriote né le 1er janvier 1974 à Famagouste. Il occupa le poste de défenseur. Il mesure 1,72 m et fait 70 kg.

## Carrière
- 1990-1994 :  AEK Larnaca
- 1994-2000 :  AEK Larnaca
- 2000-2008 :  Omonia Nicosie
- 2008-2009 :  Anorthosis Famagouste[1]